# 高松高等裁判所
高松高等裁判所（たかまつこうとうさいばんしょ）は、香川県高松市にある日本の高等裁判所の一つで、四国地方4県を管轄している。略称は、高松高裁（たかまつこうさい）。

## 沿革
- 1945年（昭和20年） - 高松控訴院設置。
- 1947年（昭和22年） - 裁判所法の施行により、現在の高松高等裁判所に改組される。

## 歴代長官
（在任期間、後職など）
高松控訴院長
- 斎藤直一（1945年8月15日 - 1946年1月10日）

高松高等裁判所長官
- （代理）小野秋静（1947年5月3日 - 1947年9月25日）
- 外島英二（1947年9月26日 - 1951年4月10日 死去）
- 大西道太郎（1951年5月4日 - 1954年3月3日）
- 小原仲（1954年3月4日 - 1957年8月5日）
- 石田寿（1957年8月12日 - 1960年2月29日）
- 大江保直（1960年3月2日 - 1962年11月19日）
- 溝口喜方（1962年11月26日 - 1963年11月24日）
- 岡咲恕一（1963年12月2日 - 1964年11月6日）
- 川喜多正時（1964年11月13日 - 1966年7月20日）
- 松本圭三（1966年7月22日 - 1967年4月28日）
- 城富次（1967年5月2日 - 1969年2月20日）
- 長谷川成二（1969年2月21日 - 1971年4月2日）
- 岡部行男（1971年4月13日 - 1972年5月14日）
- 市川四郎（1972年5月16日 - 1972年12月14日）
- 松本冬樹（1972年12月15日 - 1975年6月20日）
- 荒川正三郎（1975年6月21日 - 1976年5月28日）
- 戸田弘（1976年5月29日 - 1977年9月25日）
- 岩野徹（1977年9月26日 - 1978年7月13日）
- 上野宏（1978年7月14日 - 1980年7月4日）
- 井上三郎（1980年7月5日 - 1982年5月29日）
- 小松正富（1982年5月31日 - 1985年3月15日）
- 白井美則（1985年3月23日 - 1986年12月18日）
- 兒島武雄（1986年12月18日 - 1988年3月16日）
- 奥村正策（1988年3月17日 - 1989年12月20日）
- 西山俊彦（1989年12月21日 - 1991年7月9日）
- 森川憲明（1991年7月11日 - 1992年11月9日）
- 青木敏行（1992年11月12日 - 1994年12月20日）
- 大石忠生（1994年12月21日 - 1996年7月20日）
- 前田一昭（1996年7月22日 - 1997年10月11日 定年退官）
- 川口冨男（1997年10月13日 - 1999年11月1日 定年退官）
- 荒井史男（1999年11月2日 - 2001年1月28日 名古屋高等裁判所長官に転任）
- 上野茂（2001年1月29日 - 2002年5月1日 定年退官）
- 増井和男（2002年5月14日 - 2004年9月9日 定年退官 国地方係争処理委員会委員）
- 吉本徹也（2004年9月13日 - 2005年12月20日 依願退官 人事院国家公務員倫理審査会会長）
- 田尾健二郎（2005年12月20日 - 2007年5月7日 広島高等裁判所長官に転任）
- 江見弘武（2007年5月7日 - 2008年8月22日 定年退官 東海旅客鉄道株式会社監査役）
- 林醇（2008年9月3日 - 2010年3月4日 定年退官　京都大学大学院法学研究科教授）
- 富越和厚（2010年3月8日 - 2011年5月9日 東京高等裁判所長官に転任）
- 佐々木茂美（2011年5月10日 - 2012年3月26日 大阪高等裁判所長官に転任）
- 出田孝一（2012年3月27日 - 2013年11月28日 定年退官、熊本学園大学特任教授）
- 松本芳希（2013年12月4日 - 2014年10月1日 広島高等裁判所長官に転任）
- 安藤裕子（2014年10月2日 - 2015年3月17日 定年退官 国家公安委員会委員）
- 福田剛久（2015年3月18日 - 2016年5月6日 定年退官、弁護士）
- 小久保孝雄（2016年5月10日 - 2017年8月31日 定年退官　広島大学大学院法務研究科顧問教授、京都大学大学院法学研究科教授）
- 田村幸一（2017年9月7日 - 2018年8月25日 定年退官、電気通信紛争処理委員会委員長）
- 秋葉康弘（2018年8月30日 - 2020年10月11日 定年退官、中央大学大学院法務研究科教授）
- 高部真規子 (2020年10月19日 - 2021年9月1日 定年退官)
- 秋吉仁美 (2021年9月1日 - 2023年1月4日 定年退官)
- 岩井伸晃 (2023年1月10日 - 2025年2月24日 定年退官)
- 遠藤邦彦 (2025年2月27日 - )

## 部署と法廷
どの部署も開廷は週2回（2015年11月現在）。

### 民事部
- 第2部（民事）（第2号法廷）
- 第4部（民事）（第2号法廷）

### 刑事部
- 第1部（刑事）（第1号法廷）

## 主な担当事案
- 1948年（昭和23年）- 榎井村事件。高松地裁より。
- 1956年（昭和31年）- 財田川事件。高松地裁丸亀支部より。
- 1992年（平成4年）- 愛媛県靖国神社玉串料訴訟。松山地裁より。
- 1994年（平成6年）8月8日 - 一ツ橋小学校事件。高知地裁より。
- 1994年（平成6年） - 長安口ダム放流被害訴訟。徳島地裁より。
- 2000年（平成12年）12月13日 - 松山ホステス殺害事件。
  - 松山地裁より。控訴棄却判決（2003年11月最高裁の上告棄却決定により確定）。裁判長：島敏男
- 2007年（平成19年）10月30日 - 高知白バイ衝突死事故。
  - 高知地裁より。控訴棄却判決（2008年8月最高裁の上告棄却決定により確定）。裁判長：柴田秀樹
- 2009年（平成21年）10月14日 - 坂出3人殺害事件。
  - 高松地裁より。控訴棄却判決（2012年7月最高裁の上告棄却判決により確定）。裁判長：柴田秀樹